# Kristian Skarseth
Kristian Skarseth es un deportista noruego que compitió en vela en la clase Europe. Ganó una medalla de plata en el Campeonato Mundial de Europe de 2008.

## Palmarés internacional
| Campeonato Mundial | Campeonato Mundial       | Campeonato Mundial | Campeonato Mundial |
| Año                | Lugar                    | Medalla            | Clase              |
| ------------------ | ------------------------ | ------------------ | ------------------ |
| 2008               | Santo António (Portugal) | Medalla de plata   | Europe             |